# Ajda Pižorn
Ajda Pižorn (9 maggio 2003) è un'ex sciatrice alpina slovena.

## Biografia
Attiva dal marzo del 2021, Ajda Pižorn ha vinto la medaglia di bronzo nella combinata ai Campionati sloveni del 2022; non ha esordito in Coppa Europa o in Coppa del Mondo e non preso parte a rassegne olimpiche o iridate e ha disputato le sue ultime gare FIS nel febbraio del 2023.

## Palmarès

### Campionati sloveni
- 1 medaglia:
  - 1 bronzo (combinata nel 2022)